# Пратерија (Болцано)
Пратерија је насеље у Италији у округу Болцано, региону Трентино-Јужни Тирол.
Према процени из 2011. у насељу је живело 88 становника. Насеље се налази на надморској висини од 1284 м.